# Джансуг Чарквіані
Джансуг Чарквіані (груз. ჯანსუღ ჩარკვიანი; 30 вересня 1931, с. Сурме Цаґерського району Грузинської РСР — 6 листопада 2017, Тбілісі, Грузія) — грузинський поет. Почесний громадянин Тбілісі (1996).
Друкувався з 1947 року.
- У 1956 році закінчив факультет журналістики Тбіліського університету.
- У 1962 році вступив до Комуністичної партії.
- З 1965 — головний редактор журналу «Цискарі».

Автор збірок віршів «В тиші однієї ночі» (1959) та ін. і декількох поем: «Сонце йде» і «Мій календар» (1967), «Стіна віри» (1970), «Залізна кольчуга» (1972) та ін.
Був членом Грузинського парламенту з 1992 по 2004 рік. Займав активну громадянську позицію, був патріотом Грузії.